# Васильев, Александр Николаевич (физик, СПбГУ)
Алекса́ндр Никола́евич Васи́льев (1 сентября 1940, Псков — 10 октября 2006, Санкт-Петербург) — советский и российский физик-теоретик, доктор физико-математических наук, профессор, профессор физического факультета Санкт-Петербургского (Ленинградского) государственного университета.

## Биография
Родился в 1940 году в Пскове. Там же окончил с золотой медалью среднюю школу. После этого поступил на физический факультет ЛГУ.

### Педагогическая деятельность
По окончании кафедры теоретической физики работал там же. После создания кафедры теории ядра и элементарных частиц (ныне — кафедра физики высоких энергий и элементарных частиц) работал на ней до конца своих дней. Читал курсы лекций по теоретической физике. В частности, в течение многих лет читал курс электродинамики для половины потока физического факультета (параллельно с Ю. А. Яппой, читавшим свой курс электродинамики для другой половины потока). На многократно проводившихся опросах студенты называли Васильева одним из лучших преподавателей физического факультета, а Ученый совет СПбГУ наградил его почётной премией «За педагогическое мастерство». Лекции Васильева отличались простотой и ясностью изложения самых сложных концепций. Годы работы Васильева в университете характеризовались небывалыми темпами развития теоретической физики.
Читал курсы «Электродинамика» (5-й семестр, для всего курса), «Применение методов теории поля» (10-й семестр, кафедра статистической физики), «Применение методов квантовой теории поля к проблемам многих тел» (10-й семестр, кафедра физики высоких энергий и элементарных частиц).

### Научные достижения
Научные интересы Васильева широки и разнообразны. Уже в самом начале научной карьеры он добился успеха в сложной области теоретической физики — конструктивной квантовой теории поля (англ.). Полученные им результаты были отмечены в 1972 году премией Ленинского комсомола.
Васильев пользовался международным признанием как специалист по конструктивной теории поля, когда он решил не ограничиваться этой проблематикой и расширить область своих исследований. Вместе со своими учениками он занялся разработкой функциональных методов квантовой теории поля и статистической физики.
Так возникла «Школа Васильева»,
в которой формировались высококвалифицированные научные работники и преподаватели. В настоящее время[какое?] среди учеников Васильева 9 докторов и свыше 20 кандидатов наук. Многие из них создали собственные научные направления и имеют своих учеников. Результаты, полученные Васильевым и его учениками, дали возможность выявить глубокое внутреннее единство классических и квантовых сложных систем с большим числом степеней свободы. Они позволяют, в частности, применять общий математический формализм для теоретического исследования физических явлений, имеющих совершенно разную природу.
Наибольший интерес у Васильева в последние годы вызывала теория критических явлений.
В 1990-е годы А. Н. Васильев неоднократно становился лауреатом грантов Сороса и опубликовал несколько научно-популярных статей в «Соросовском образовательном журнале».

### Семья
Жена Людмила Михайловна. Дочери Анна (р. 1972 г.), физик; Елена (р. 1963 г.)

## Научные труды
- Васильев А. Н. Функциональные методы в квантовой теории поля и статистике. — Л.: Издательство Ленинградского университета, 1976. (переведена на английский язык)
- Vasil'ev A. N. Functional methods in quantum field theory and statistics. — London: Gordon & Breach, 1998.
- Васильев А. Н. Квантовополевая ренормгруппа в теории критического поведения и стохастической динамике. — СПб.: Издательство ПИЯФ, 1998. — ISBN 5-86763-122-2. (переведена на английский язык)
- Vasil'ev A. N. The field theoretic renormalization group in critical behavior theory and stochastic dynamics. — Boca Raton: Chapman & Hall/CRC, 2004.

## Учебные пособия
- Васильев А. Н. Классическая электродинамика: Краткий курс лекций. — СПб.: БХВ-Петербург, 2010. — ISBN 978-5-9775-0343-3. (в настоящее время переводится на сербский язык)

## Награды и премии
- премия Ленинского комсомола (1972) — за цикл работ «Алгебраические аспекты квантовой теории поля»

## Память
- 6-я Международная конференция «Модели в квантовой теории поля» (MQFT-2018) памяти профессора Александра Николаевича Васильева (Санкт-Петербург, 27—31 августа 2018 года)